# Cellemuiden
Cellemuiden est un hameau situé dans la commune néerlandaise de Zwartewaterland, dans la province d'Overijssel. Le hameau appartient en partie à Genemuiden (code postal 8281) et en partie à Hasselt (code postal 8061).